# The Sentinel (videogioco)
The Sentinel, o The Sentry nelle edizioni americane, è un videogioco di azione e strategia del 1986, scritto inizialmente da Geoff Crammond per BBC Micro e poi convertito per Commodore 64 (da Crammond stesso), Amstrad CPC (tramite un cross-compiler prodotto da Crammond), ZX Spectrum, Atari ST, Amiga e PC. Ha una visuale tridimensionale solida in prima persona, cosa non comune per gli home computer dell'epoca. Le versioni per C64 e Spectrum ricevettero riconoscimenti per l'originalità e la qualità, rispettivamente sulle riviste Zzap!64 e CRASH. Sebbene grafica e animazione appaiano oggi molto limitate, viene ricordato come una pietra miliare nell'evoluzione del game design verso il 3D.

## Modalità di gioco
Il giocatore controlla, in una visuale in prima persona, un androide detto "Sintoide" (Synthoid) in un'area/pianeta a tre dimensioni, scansionata da una sentinella che sovrasta tutta l'area e ruota su sé stessa. Ci sono 10 000 possibili aree e a inizio livello viene mostrata anche una panoramica dell'intera area.
La sentinella viene allarmata quando c'è una perturbazione nell'energia e con il suo sguardo può assorbire l'energia del Sintoide se lo vede, fino a eliminarlo; l'energia progressivamente rubata al Sintoide viene convertita in alberi che compaiono in posizioni casuali nell'area.
Il Sintoide non può muoversi direttamente, ma può guardare in qualsiasi direzione e creare elementi o trasferirsi (spostarsi) al posto di un altro androide grazie ad un mirino che è gestito dal giocatore; l'area di gioco è come una scacchiera con molti dislivelli, e il mirino serve per creare o assorbire elementi su un quadrato; il limite del Sintoide è che può creare o assorbire elementi dove punta il mirino, cioè nella sua visuale, e deve poter vedere la casella su cui poggiano.
Il Sintoide può creare alberi, blocchi e copie di sé stesso a cui può trasferirsi poi per azione del giocatore, e può assorbire ognuno di questi elementi per ricavarne energia. L'unità da creare che richiede meno energia per essere creata è l'albero, poi viene il blocco e poi la copia del Sintoide.
Lo scopo del gioco è assorbire la sentinella e trasferirsi nella sua posizione da dove premere il tasto di fuga; così facendo uscirà dal livello e passerà a un nuovo livello (il numero di livelli saltati è uguale al numero di unità di energia possedute al termine del livello).
Se la sentinella vede il Sintoide e il giocatore non riesce a trasferirsi in tempo a un altro androide, può premere il tasto di fuga di emergenza che porta il giocatore con un secondo androide in una nuova posizione casuale sulla mappa, perdendo l'androide precedente che verrà assorbito dalla sentinella.
Come già detto col mirino il giocatore può creare un secondo androide per poi trasferircisi; ciò ha più senso se il secondo androide viene creato sopra un blocco, che lo porterà più in alto, avvicinando il giocatore allo scopo del gioco ma rendendo le cose più difficili perché salendo l'androide del giocatore diventa meglio visibile dalla sentinella; questo però è un passaggio obbligato per il giocatore.
Col progredire dei livelli, alla sentinella che sovrasta tutta l'area, vengono aggiunti dei guardiani, elementi che si comportano come la sentinella ma il cui assorbimento non è essenziale per proseguire nei livelli, in posizione più bassa e con ciclo di rotazione proprio. Anche questi controllano l'area e assorbono l'energia dal Sintoide se lo vedono; di contro, il Sintoide può a sua volta assorbirli se il mirino del giocatore punta sul quadrato della posizione di ciascuno.
Nel caso che la sentinella o un guardiano veda parzialmente il Sintoide e non riesca ad assorbirlo, può capitare che uno degli alberi vicini al Sintoide venga trasformato in un Meanie: questo è un elemento che ruota molto più velocemente degli altri e che, quando vede il Sintoide, lo teletrasporta come dispetto in una posizione più bassa e talvolta senza quadrati visibilmente raggiungibili. Dopo che ha compiuto una rivoluzione completa, il Meanie si ritrasforma in un albero.

## Seguiti
Nel 1995 The Games Machine pubblicò una preview di un seguito inesistente chiamato Monolith, come pesce d'aprile. Nel dicembre 2020 è uscito un gioco freeware intitolato Monolith, basato su quel pesce d'aprile.
Un seguito ufficiale, Sentinel Returns, uscì nel 1998 per PC e PlayStation.
Lo stesso anno uscì anche un remake freeware chiamato Sentry; altri due remake (Zenith e Sentinel) uscirono nel 2006.